# Spitting Feathers
Spitting Feathers est le nom donné au premier EP de Thom Yorke (en tant qu'artiste, indépendamment du groupe Radiohead). Il contient notamment des B-sides, mais aussi deux vidéos de chansons présentes dans l'album The Eraser.

## Liste des titres
1. The Drunkk Machine (featuring Tom Halina) – 4:07
2. A Rat's Nest – 3:35
3. Jetstream – 3:44
4. Harrowdown Hill (Extended Mix) – 7:01
5. Iluvya – 2:59
6. Harrowdown Hill (vidéo)
7. Analyse (vidéo)